# Окорське озеро
Окорське озеро — озеро карстового походження площею 55,3 га у Локачинському районі Волинській області.
Розташоване між селами Великий Окорськ і Малий Окорськ. Разом із прибережними болотами і луками входить до складу Окорського заказника.

## Флора
На дні озера зростають харові водорості, а поверхні – водяний горіх, занесений до Червоної книги України, угруповання латаття білого та глечиків жовтих Nuphar lutea, занесені до Зеленої книги України. 
По берегах ростуть аїр тростиновий, білозір болотний, плодоріжка болотна, калюжниця болотяна, жовтець повзучий, різні види осок, очерет звичайний, рогіз широколистий, а також водяний різак, що утворює кущоподібні зарості на заболочених, непротічних мілководних ділянках із мулисто-торф'яними ґрунтами. З південно-східного боку озера росте вербове насадження. 
Трапляються види, занесені до Червоної книги України – осока затінкова, плодоріжка блощична. 

## Фауна
В озері мешкають такі види:
- риб: щука звичайна, амур білий, лящ звичайний, карась сріблястий, плітка звичайна, короп, окунь;
- плазуни;
- водоплавні й навколоводні птахи: норець великий, крижень, чернь червоноголова (попелюх), чернь чубата, лунь очеретяний, лиска, курочка водяна, очеретянка велика, вівсянка очеретяна.

Під час перельотів тут зупиняється чапля сіра — рідкісний вид (Червона книга України, Червоний список Міжнародного союзу охорони природи).